# هدی کتان
هدی هایدی کتان (به انگلیسی: Huda Heidi Kattan؛ زادهٔ ۲ اکتبر ۱۹۸۳) آرایشگر، وبلاگ‌نویس زیبایی، و کارآفرین عراقی-آمریکایی است. او بنیان‌گذار برند آرایشی «هدی بیوتی» است.

## اوایل زندگی
هدی کتان در ۲ اکتبر ۱۹۸۳ در شهر اکلاهما به دنیا آمد. او یکی از چهار فرزند خانواده‌ای با والدینی عراقی‌تبار است. خانواده کتان بعدها به کوکویل، تنسی و سپس به دارتموث ماساچوست نقل مکان کردند. هدی در دانشگاه میشیگان–دیربورن در رشته مالی تحصیل کرد. او پس از عدم موفقیت در شغل مرتبط با مالی، این حرفه را رها کرد و به عنوان آرایشگر فعالیت خود را آغاز نمود.

## حرفه
در سال ۲۰۰۶، هدی به همراه پدرش، که برای تدریس در دانشگاهی معتبر به امارات متحده عربی دعوت شده بود، به شهر دبی مهاجرت کرد.. او در این شهر با فرهنگ پویا و چندملیتی دبی آشنا شد و زندگی جدیدی را آغاز کرد. چند سال بعد، هدی تصمیم گرفت به لس‌آنجلس نقل مکان کند، جایی که با پشتکار و اشتیاق، دوره‌های حرفه‌ای آرایشگری را در یکی از بهترین آموزشگاه‌های این صنعت گذراند. در طول این دوره، او فرصت همکاری با ستارگان برجسته‌ای مانند اوا لونگوریا و نیکول ریچی را به دست آورد و تجربیات ارزشمندی در زمینه آرایش حرفه‌ای کسب کرد. پس از تکمیل آموزش‌هایش، هدی به دبی بازگشت و به عنوان آرایشگر حرفه‌ای در شرکت معتبر رولون مشغول به کار شد، جایی که مهارت‌های خود را در محیطی رقابتی به نمایش گذاشت.
در آوریل ۲۰۱۰، به پیشنهاد یکی از خواهرانش، وبلاگی با نام «هدی بیوتی» در پلتفرم وردپرس راه‌اندازی کرد. او در این وبلاگ با انتشار آموزش‌های آرایشی، نکات زیبایی و ترفندهای کاربردی، به سرعت توجه مخاطبان بسیاری را به خود جلب کرد و پایه‌های شهرت جهانی خود را بنا نهاد.
در سال ۲۰۱۳، کتان خط تولید محصولات آرایشی خود را با نام «هدی بیوتی» تأسیس کرد. اولین محصول این برند، مجموعه‌ای از مژه‌های مصنوعی بود که از طریق فروشگاه‌های سفورا عرضه شد. این مژه‌ها به دلیل استفاده توسط کیم کارداشیان به شهرت رسیدند و فروش بالایی کسب کردند. شرکت هدی بیوتی که دفتر اصلی آن در دبی قرار دارد، بعدها محصولات متنوع دیگری مانند پالت‌های سایه چشم، رژلب‌های مایع، خط لب، پالت‌های هایلایتر، کرم‌پودر، کانسیلر، پودرهای فیکس‌کننده و سایه‌های مایع عرضه کرد.
هدی کتان در اینستاگرام به شهرت چشمگیری دست یافت و تا سال ۲۰۲۵ بیش از ۵۴ میلیون دنبال‌کننده جذب کرد. او در سال ۲۰۱۷ در رتبه نخست «فهرست ثروتمندان اینستاگرامی تأثیرگذار» قرار گرفت و برای هر پست تبلیغاتی ۱۸,۰۰۰ دلار درآمد داشت.
کتان به عنوان «کیم کارداشیانِ اقتصاد تأثیرگذاران زیبایی» توصیف شده و مجله فوربس او را یکی از «ده تأثیرگذار برتر دنیای زیبایی» معرفی کرده است. همچنین، در سال ۲۰۱۷، مجله تایم او را در فهرست «۲۵ فرد تأثیرگذار در اینترنت» قرار داد. تأثیر کتان بر فروش برندها و محصولات در منطقه خاورمیانه قابل توجه بوده است؛ به عنوان مثال، در سال ۲۰۱۷ پس از معرفی یک محصول فورو در کانال یوتیوب خود، این محصول در فروشگاه‌های هاروی نیکولز و بلومینگدیلز دبی در عرض یک هفته به فروش رفت. در سال ۲۰۲۰، او در فهرست «۴۰ زیر ۴۰ سال» مجله فورچن قرار گرفت. در سال ۲۰۲۱، کتان در رتبه نخست فهرست تأثیرگذاران زیبایی کاسمتیفی قرار گرفت.
در سال ۲۰۱۸، کتان در یک مجموعه رئالیتی به نام «هدی باس»  که از فیسبوک واچ پخش می‌شد، به همراه خانواده‌اش حضور یافت.
در سال ۲۰۲۱، او از طریق برند هدی بیوتی در کمپینی برای تأمین غذا شرکت کرد و یک میلیون وعده غذایی اهدا نمود.

## فعالیت‌های بشردوستانه و اجتماعی
هدی کتان از طریق برند هدی بیوتی در فعالیت‌های خیریه متعددی مشارکت داشته است. در ژوئن ۲۰۲۰، او اعلام کرد که هدی بیوتی ۵۰۰,۰۰۰ دلار به صندوق دفاع حقوقی و آموزشی NAACP اهدا خواهد کرد.[
در سال ۲۰۲۱، کتان و برندش کارزاری را برای الزام برندهای زیبایی به افشای ویرایش یا رتوش تصاویر و ویدئوها آغاز کردند تا استانداردهای غیرواقعی زیبایی در شبکه‌های اجتماعی کاهش یابد. او همچنین از طریق هدی بیوتی از جوامع آسیایی-آمریکایی، سازمان پزشکان بدون مرز، و برنامه‌های توزیع غذا مانند «۱۰۰ میلیون وعده غذایی» حمایت کرده است. کتان از پلتفرم‌های اجتماعی خود برای ابراز نظر درباره جنگ فلسطین-اسرائیل استفاده کرده است. در مه ۲۰۲۱، او و هدی بیوتی ۱۰۰,۰۰۰ دلار به کارزار کمک به هند برای مقابله با کووید-۱۹، که توسط جی شتی و همسرش راه‌اندازی شده بود، اهدا کردند.
در نوامبر ۲۰۲۳، کتان یک میلیون دلار به دو سازمان بشردوستانه در غزه، پزشکان بدون مرز و هیومن اپیل، اهدا کرد.

## زندگی شخصی
هدی کتان در دوران دبیرستان با کریستوفر گونکالو، که اصالتاً پرتغالی است، آشنا شد. این زوج در سال ۲۰۰۶ به دبی مهاجرت کردند، در ژوئن ۲۰۰۹ ازدواج کردند و در سال ۲۰۱۱ صاحب اولین فرزند خود شدند. هدی کتان مسلمان است. یکی از خواهران او، مونا، شریک تجاری او در هدی بیوتی و بنیان‌گذار برند عطر کایالی است. خواهر دیگرش، عالیه، مدیریت شبکه‌های اجتماعی هدی را بر عهده دارد. هدی بیش از یک دهه با بازیگر اوا لونگوریا دوستی داشت، اما در سال ۲۰۲۴ به دلیل حمایت لونگوریا از اسرائیل، رابطه آن‌ها به پایان رسید.

## جوایز
در نوامبر ۲۰۲۳، هدی کتان در فهرست «۱۰۰ زن» بی‌بی‌سی قرار گرفت.